# Grand Prix de Denain
Grand Prix de Denain je jednodenní cyklistický závod konaný v okolí města Denain na severu Francie. Od roku 2005 byl závod organizován jako součást UCI Europe Tour na úrovni 1.1. V roce 2016 postoupil na úroveň 1.HC a v roce 2020 se stal součástí nově vzniklé UCI ProSeries. Závod je též součástí Francouzského poháru v silniční cyklistice.

## Seznam vítězů
| Rok  | Země                               | Jezdec                             | Tým                                |
| ---- | ---------------------------------- | ---------------------------------- | ---------------------------------- |
| 1959 | Irsko                              | Seamus Elliott                     | Helyett–Fynsec                     |
| 1960 | Belgie                             | Gabriel Borra                      | Helyett–Fynsec–Leroux              |
| 1961 | Belgie                             | Arthur Decabooter                  | Groene Leeuw–SAS-Sinalco           |
| 1962 | Belgie                             | Julien Schepens                    | Bertin–Porter 39–Milremo           |
| 1963 | Belgie                             | Gustaaf Desmet                     | Wiel's–Groene Leeuw                |
| 1964 | Spojené království                 | Michael Wright                     | Wiel's–Groene Leeuw                |
| 1965 | Belgie                             | Ludo Janssens                      | Pelforth–Sauvage–Lejeune           |
| 1966 | Belgie                             | Herman Vrancken                    | Mann–Grundig                       |
| 1967 | Francie                            | José Samyn                         | Pelforth–Sauvage–Lejeune           |
| 1968 | Francie                            | Jean Stablinski                    | Mercier–BP–Hutchinson              |
| 1969 | Belgie                             | Joseph Mathy                       | Frimatic–Viva–De Gribaldy          |
| 1970 | Belgie                             | Christian Callens                  | Mann–Grundig                       |
| 1971 | Belgie                             | André Dierickx                     | Watneys–Avia                       |
| 1972 | Belgie                             | Gustaaf Van Roosbroeck             | Watneys–Avia                       |
| 1973 | Belgie                             | Marc Demeyer                       | Flandria–Carpenter–Shimano         |
| 1974 | Belgie                             | Willy Teirlinck                    | Sonolor–Gitane                     |
| 1975 | Belgie                             | Roger Loysch                       | IJsboerke–Colner                   |
| 1976 | Belgie                             | Walter Planckaert                  | Maes–Rokado                        |
| 1977 | Francie                            | Robert Mintkiewicz                 | Gitane–Campagnolo                  |
| 1978 | Belgie                             | Frank Hoste                        | IJsboerke–Gios                     |
| 1979 | Francie                            | Jean-Philippe Pipart               | La Redoute–Motobécane              |
| 1980 | Belgie                             | Leo Van Thielen                    | Eurobouw                           |
| 1981 | Belgie                             | Ferdi Van Den Haute                | La Redoute–Motobécane              |
| 1982 | Belgie                             | Eddy Van Harens                    | Safir–Marc                         |
| 1983 | Spojené království                 | Paul Sherwen                       | La Redoute–Motobécane              |
| 1984 | Belgie                             | Yves Godimus                       | Fangio–Ecoturbo                    |
| 1985 | Belgie                             | Patrick Versluys                   | Hitachi–Splendor                   |
| 1986 | Francie                            | Bruno Wojtinek                     | Peugeot–Shell–Velo Talbot          |
| 1987 | Francie                            | Bruno Wojtinek                     | Z–Peugeot                          |
| 1988 | Francie                            | Pascal Poisson                     | Toshiba                            |
| 1989 | Belgie                             | Edwig Van Hooydonck                | Superconfex–Yoko–Opel–Colnago      |
| 1990 | Francie                            | Frédéric Moncassin                 | Castorama                          |
| 1991 | Francie                            | Frédéric Moncassin                 | Castorama                          |
| 1992 | Belgie                             | Edwig Van Hooydonck                | Buckler–Colnago–Decca              |
| 1993 | Německo                            | Marcel Wüst                        | Novemail–Histor                    |
| 1994 | Nizozemsko                         | Jans Koerts                        | Festina–Lotus                      |
| 1995 | Belgie                             | Jo Planckaert                      | Collstrop–Lystex                   |
| 1996 | Česko                              | Ján Svorada                        | Panaria–Vinavil                    |
| 1997 | Belgie                             | Ludo Dierckxsens                   | Tönissteiner–Colnago               |
| 1998 | Estonsko                           | Jaan Kirsipuu                      | Casino–Ag2r                        |
| 1999 | Nizozemsko                         | Jeroen Blijlevens                  | TVM–Farm Frites                    |
| 2000 | Itálie                             | Endrio Leoni                       | Alessio                            |
| 2001 | Estonsko                           | Jaan Kirsipuu                      | AG2R Prévoyance                    |
| 2002 | Itálie                             | Alberto Vinale                     | Alessio                            |
| 2003 | Belgie                             | Bert Roesems                       | Palmans–Collstrop                  |
| 2004 | Norsko                             | Thor Hushovd                       | Crédit Agricole                    |
| 2005 | Francie                            | Jimmy Casper                       | Cofidis                            |
| 2006 | Francie                            | Jimmy Casper                       | Cofidis                            |
| 2007 | Francie                            | Sébastien Chavanel                 | Française des Jeux                 |
| 2008 | Norsko                             | Edvald Boasson Hagen               | Team High Road                     |
| 2009 | Francie                            | Jimmy Casper                       | Besson Chaussures–Sojasun          |
| 2010 | Francie                            | Denis Flahaut                      | ISD Continental Team               |
| 2011 | Francie                            | Jimmy Casper                       | Saur–Sojasun                       |
| 2012 | Argentina                          | Juan José Haedo                    | Team Saxo Bank                     |
| 2013 | Francie                            | Arnaud Démare                      | FDJ                                |
| 2014 | Francie                            | Nacer Bouhanni                     | FDJ.fr                             |
| 2015 | Francie                            | Nacer Bouhanni                     | Cofidis                            |
| 2016 | Spojené království                 | Daniel McLay                       | Fortuneo–Vital Concept             |
| 2017 | Francie                            | Arnaud Démare                      | FDJ                                |
| 2018 | Belgie                             | Kenny Dehaes                       | WB Aqua Protect Veranclassic       |
| 2019 | Nizozemsko                         | Mathieu van der Poel               | Corendon–Circus                    |
| 2020 | Nejelo se kvůli pandemii covidu-19 | Nejelo se kvůli pandemii covidu-19 | Nejelo se kvůli pandemii covidu-19 |
| 2021 | Belgie                             | Jasper Philipsen                   | Alpecin–Fenix                      |
| 2022 | Německo                            | Max Walscheid                      | Cofidis                            |
| 2023 | Kolumbie                           | Juan Sebastián Molano              | UAE Team Emirates                  |
| 2024 | Německo                            | Jannik Steimle                     | Q36.5 Pro Cycling Team             |
| 2025 | Spojené království                 | Matthew Brennan                    | Visma–Lease a Bike                 |

### Vícenásobní vítězové
| Vítězství | Jezdec                    | Ročníky                |
| --------- | ------------------------- | ---------------------- |
| 4         | Jimmy Casper (FRA)        | 2005, 2006, 2009, 2011 |
| 2         | Bruno Wojtinek (FRA)      | 1986, 1987             |
| 2         | Edwig Van Hooydonck (BEL) | 1989, 1992             |
| 2         | Frédéric Moncassin (FRA)  | 1990, 1991             |
| 2         | Jaan Kirsipuu (EST)       | 1998, 2001             |
| 2         | Arnaud Démare (FRA)       | 2013, 2017             |
| 2         | Nacer Bouhanni (FRA)      | 2014, 2015             |